# トリプルファイター
『トリプルファイター』は、円谷プロダクション製作の特撮テレビ番組の名称、あるいはその劇中に登場するヒーローの呼び名である。

## 概要
1972年7月3日から同年12月29日まで、毎週月曜日 - 金曜日17：30 - 17：40に、TBS系で放送された、1週5回分の放映で1話が完結する形式（いわゆる「帯番組」）の特撮テレビ番組。130回（全26話）放送。番組終了後、同じ枠で再放送された。
月 - 金曜日の1話分が、ほかの30分ものの作品に比べ、オープニング、CMを除いた本編パートだけでも31分40秒と長尺なものとなっている。アクションに主眼が置かれ、SATとデビラの格闘や、デーモンカーとのカーチェイスもふんだんに盛り込まれた 。これは、同じ時間枠で放映された『ウルトラファイト』の「全編立ち回り」という路線を発展・継承したものであり、また『仮面ライダー』に代表される「等身大ヒーロー」の影響によるものでもある。その一方で第8話・第13話・第18話・第20話・最終話など、ドラマを重視した回も存在した。
提供のブルマァクの意向でメカアクションが盛り込まれることとなり、車両が多数登場することになった。主人公側の「SATカー」は、トヨタ・クラウンをベースに1000万円の費用をかけて改造を施されたが、ボディの大半が基本的に木製だったことから走行中にパーツが破損するなどのアクシデントが絶えず、アクションに不向きであったことから第10話（第49回）より「SATバギー」が登場することになった。また敵側の「デーモンカー」は、スバル・360を黒くペイントを施したものである。
ファイターの登場はおおむね固定されており、火 - 木曜日に各ファイター・金曜日にトリプルファイターが登場するのが基本的なパターンであるが、例外も度々散見された。
企画当初の名称は『トリプルチャレンジャー』。3兄妹は宇宙人ではなく伊賀忍者一族の末裔という設定で、変身するのは3人のうち1人と構想されていたが、悪の組織が複数で攻撃してくるのに対して正義側も複数の方が物語に変化をつけやすいこと。それに加えて帯番組である性質上、盛り上がる要素がさらに必要と考えられ、3人のヒーローが合体してトリプルファイターが登場することになった。
当時の円谷プロでは、『ウルトラマンA』『ミラーマン』『緊急指令10-4・10-10』と作品が集中していたため、『シルバー仮面』を終えた日本現代企画の一部スタッフが、助っ人として制作に携わっていた。監督の1人である安藤達己は、当時ピー・プロダクションの『快傑ライオン丸』に参加していたが、円谷粲から「安藤をメインに考えている」という誘いを受けて『ライオン丸』を1クールで降板し、本作品へ参加した。
低予算番組のため大掛かりな特撮撮影は行われず、デーモンによる都市破壊や大災害・地球に迫る宇宙船団などのシーンは、すべて過去の円谷作品の映像を流用している。一方でマット合成による大胆な画面作りが行われた。
単独スポンサーであるブルマァクは、本作の直前に『ミラーマン』の関連商品の売り上げが不調であったために、同社の取締役は本作品の単独提供に難色を示し、奔走して万創と2社提供の契約を取り付けたものの、ブルマァク社長は円谷プロと懇意にしていたことから単独スポンサーに拘り、結果的に同社の経営を圧迫する一因となった。
1975年9月8日から同年12月26日には、東京12チャンネル（現：テレビ東京）で『戦え! トリプルファイター』と改題されて放映された。放送時間は月曜日 - 金曜日の17:30 - 17:40。
また、2016年10月17日にはYouTube内の円谷プロ公式チャンネルで全話が配信済みである。

## ストーリー
宇宙の侵略者デビル星人は首領デーモンの統率の下、地球侵略を開始した。一方、故郷の星を滅ぼされ地球に脱出してきた人々は、デビル星人の侵略に対抗し世界各地に SAT（Space Attack Teamの略、発音は「サット」）を組織していた。
SAT日本支部の3人は M星人の子孫である早瀬3兄妹であり、グリーンファイター、レッドファイター、オレンジファイターに変身、さらに 3人が合体してトリプルファイターへと変身できる。いずれのファイターとも等身大で武装はない。
このデビル星人の怪人と早瀬3兄妹との戦いを描く。

## 登場人物

### SAT
デビル星人に滅ぼされた宇宙人や、その末裔によって結成された防衛チーム。パリに本部がある。なお早瀬3兄妹が所属する日本支部は、早瀬邸の地下に設けられているが、最終回で早瀬3兄妹がデビル星人を追って宇宙に旅立ったため、ブルコンを残して閉鎖されることになる。
隊員服はSATがデビル星人との戦闘を考慮に入れ、製作されたコンバットスーツ。外部からの衝撃を吸収する。
早瀬 哲夫 / グリーンファイター
早瀬兄妹の長男でSAT日本支部の隊長。設定年齢22歳。頭脳明晰で、4台のSATのマシンを設計・開発した。頭脳戦に長け、各方面への情報伝達も行なう。主に、SATバイク1号や、SATサイクル2号（第19話 - ）に搭乗。勇二からは「哲兄（てつにい）」と呼ばれている。
早瀬 勇二 / レッドファイター
早瀬兄妹の二男。設定年齢20歳。パワーに優れた熱血漢。卓越した肉体と無神経とも言える図太さと無鉄砲さを併せ持つSATの斬り込み隊長。事実上の主人公として設定されている。初期にはSATバイク1号を使用、第10話からはSATバギーに搭乗することが多い。
早瀬 ユリ / オレンジファイター
早瀬兄妹の末っ子。設定年齢18歳。ジャンプ力に優れ、SATカーの運転も得意。しっかり者でロマンチストな反面、精神的にもろく、異星人である自分にコンプレックスや、デーモンとの戦いに明け暮れる状況に対しナーバスさを見せることもあった。

ブルコン
哲夫が作った意思を持つ高性能コンピューターロボ。「ブルコン」はB.U.L.L.コンピューターの略。常に基地の司令室で待機し、基地の管理や情報分析、本部との応対や暗号解読、現場にいる早瀬兄妹との通信中継を担当。嬉しいと尻尾状のパーツを振る。最終回でSAT日本支部の機能を自身もろとも停止させ、閉鎖した。
- 名前の由来は本作品のスポンサーの「ブルマァク」から。

### その他
大野 あつし
設定年齢12歳。SATとは関係ない民間の少年だが、なぜかSAT基地への出入りが許されている。ブルコンと仲が良い。デビラに襲われた際に、すばしっこい動きで撹乱し手玉に取るなど、意外と腕っぷしが強い。兄妹たちからは「あっちゃん」と呼ばれる。最終話では、宇宙に飛び立つ兄妹を一人見送った。
ケリー 岩崎
かつてSATパリ本部の科学隊員だったが、妹・ユキをデビル星人に殺され、その復讐を果たすために単独行動を取ったことで免職された。哲夫たちとの共闘を拒み、あくまで自らの手で復讐を果たそうと単独で行動している。第13話でユリと心を通わせるが、最終話でブラッド・パワーやデビラと戦い、ユリに看取られつつ戦死する。

## 登場ヒーロー（ファイター）
早瀬三兄弟の変身体。銀を基調とし、額や体のラインは各々のパーソナルカラーで統一されている。額には緊急時にテレパシーで連絡を取り合うと光る十文字のスターポイント「トリプル・ビーム」がある。

グリーンファイター
グリーンをパーソナルカラーとする早瀬哲夫の変身体。常に相手の出方を計算しながら戦闘を行なう。得意技はファイターキック。マスクは面長で若干目が細く精悍な印象を与える。あまり敵の標的にはされないものの、弟妹を人質に取られて絶体絶命の危機に立たされたこともある。

レッドファイター
レッドをパーソナルカラーとする早瀬勇二の変身体。力任せに敵に突っ込んでいくのが戦闘スタイルで、大勢の敵を相手に渡り合うことが少なくないが、力任せに敵に突っ込んだために却って危険を招くこともある。マスクは吊り目で顔つきに若干丸みがある。得意技はファイターチョップ。

オレンジファイター
オレンジをパーソナルカラーとする早瀬ユリの変身体。敵をも思いやる優しさを持ち、相手の不利な状況では手を下さない。マスクは目が丸く、ほかのファイターに比べてやや丸みを帯びたラインも特徴的。兄たちに負けない戦闘力を持つものの、敵の標的にされることも多い。得意技はスクリューキック、スクリューパンチ。

### トリプルファイター
グリーン・レッド・オレンジの各ファイターが「トリプルファイター」の掛け声とともにジャンプし、空中でスクラムを組み合体変身、誕生する最強の合体超人。哲夫の「優れた知性」、勇二の「強靱な肉体」、ユリの「純真な心」を併せ持つ最終形態。胸の大きな円形のプレート、「ミラクル・シグナル」は、基本はオレンジ色だが、3人のうちの誰かが弱っていたり限界を迎えると、そのファイターのパーソナルカラーに変わり、残り時間が1分となり、さらに時間切れになると合体が解けてしまう。これが唯一の弱点である。必殺技はトリプルキックで、大半のデーモン怪人をこの技で倒した。このほか、敵の頭部を両脚で挟み込んで地面に叩きつける「トリプルネック」、第19話で使用した「トリプルダブルキック」がある。初期設定では身体から出る50万度の炎「アタックファイヤー」という必殺技もあった。
- 丸い目のアップ用とつり上がった目のアクション用のマスクが製作された[18]。

## 登場メカ

### SAT
いずれも、哲夫が設計・開発したものである。
SATカー
探査装置や小型ミサイルが装備され、車体に搭載された小型コンピューターによって、作戦室と常に情報を共有している移動指令車両。SATルガーを前方から撃ち出す。
SATバギー
追跡戦を得意とする。
SATバイク1号
戦闘攻撃用の多用途2輪車。ジャンプ性能と高速走行機能に優れ、小型ミサイルを左右のグリップから発射する。
SATサイクル2号
原子力エンジンで走行する多用途2輪車。ミサイルガンと高性能通信機を装備している。

## デーモン軍団（デビル星人）
あらゆる星を征服しようと企む侵略宇宙人で正式名称はデビルモンスター。総称して「デーモン」と呼称される場合もある。侵略作戦は、指揮官であるデーモン怪人と、その手足となって働く戦闘員デビラによって遂行される。しかしトリプルファイターの活躍のために地球侵略を断念。最終話で攻撃目標をM星の兄弟星・オーラー星に変更し、全ての地球基地を自爆させ、地球から撤退した。

デーモン
デーモン軍団の首領。地底にある本拠地にある水晶球を通じて、デーモン怪人やデビラに指令を発する。その正体は謎で、最終話でも明かされることはなかった。
デーモン怪人
デーモン軍団の指揮官。一点だけ能力が突出しており、作戦遂行時にはその能力が有効に利用される。最終話に登場したブラッド・パワーを除いてボディはデビラと同様だが、デビラを強化したものかどうかは不明である。
- 黒い全身タイツの胸部に白い骨の意匠が施され、グローブ（一部は武器）とブーツを手足、ベルトとバックルを腰に装着し、長い尻尾が生えた共通のボディに、頭部のみを変更している。同様のコンセプトであった『秘密戦隊ゴレンジャー』の仮面怪人と異なり、こちらは最終回に登場したブラッド・パワーを除いたすべての怪人が黒タイツというルールを貫いている。

デビラ
デーモン軍団の戦闘員。独特なデザインの黒づくめの「デーモンカー」から続々とわき出てくる描写が印象的。消耗品であり、時にはデーモン怪人のエネルギーにされることもある。あつし少年に数体で襲いかかって撃退されるなど、戦闘力はあまり高くない。第18話ではストライキを起こし粛清されてしまう描写があった。
- 造形では「D」のマークが胸に追加され、ホルスター付きのベルトとバックルが腰に追加されている。

## キャスト
- 早瀬哲夫：滝沢浩
- 早瀬勇二：小野川公三郎
- 早瀬ユリ：笛真弓
- 大野あつし：石井秀人
- ブルコンの声：石山克己
- 怪人の声：辻しげる、上田侑嗣
- デーモンの声：武田昌之
- ナレーター：村越伊知郎[注 4]

### ゲスト
出典：『円谷プロ画報』219頁
- 山村博士：長沢大（第4話）
- 山村守：西脇政敏（第4話）
- 広坪教授：西国成男（第6話）
- 広坪圭子：宮野リエ（第6話）
- 前田マヤ：宮原貴子（第8話）
- 山下洋一アナウンサー：若尾義昭（第9話）
- フランソワ（SAT連絡員・S48号）：高木真知子（第10話）
- 牧師：S・オンガン（第11話）
- ケリー岩崎：加藤寿（第13・26話）
- SAT秘密工作員：吉田潔（第14話）
- ジャガード人間態：信沢三恵子（第17話）
- 真山マキ：渡辺美知子（第19話）
- 森夫：松本敏男（第20話）
- 草下京介：富川澈夫（第22話）
- 少年：水野英久（第24話）
- SAT諜報員・SAIS26号：中島秀生（第25話）
- 男A（惑星オーラー人）：岩田博行（第25話）

### スーツアクター
- グリーンファイター：荻原紀[25]
- レッドファイター：戸知章二[25]
- オレンジファイター：車邦秀[25]
- トリプルファイター：吉中正一[25]
- 怪人：小坂生男（第1 - 4話）、久保田鉄男（第5 - 26話）
- デビラ：大島光幸、柿木恵至、戸塚孝、高橋義治、伊藤浩市、甲斐武、久保田鉄男、車邦秀（若駒冒険グループ）[26]

## スタッフ
- プロデューサー：円谷粲、清水武（円谷エンタープライズ）
- 音楽：宮内国郎
- 撮影：関口政雄
- 照明：松丸善明
- 美術：安田邦宣
- 効果：小森護雄
- 編集：武田うめ
- 記録：宮崎信恵、中川節子、黒田知子、大高啓子
- 殺陣：宇仁貫三、高倉英二
- 制作主任：佐山彰二
- 制作担当：高山篤
- 助監督：林洋一、笠倉隆
- 現像：東洋現像所
- キャラクターデザイン：河内功[26]
- 造形：開米プロダクション、ヒルマモデルクラフト、ユニ工房[26]
- 車輛制作：福田デザインモデル[26]、山口自動車[26]
- 制作：円谷プロダクション

## 音楽
- 主題歌：「トリプルファイターのうた」（作詞：東京一 / 作曲：宮内国郎 / 編曲：小泉宏 / 歌：谷あきら、杉並児童合唱団、コールフェニックス）
- 挿入歌：「トリプルファイターの誓い」（作詞：東京一 / 作曲：円谷のぼる / 編曲：宮内国郎 / 歌：谷あきら、杉並児童合唱団、コールフェニックス）※最終回のラストシーンで使用。
- 挿入歌：「オレンジファイターのバラード」（作詞：東京一 / 作曲：宮内国郎 / 編曲：小泉宏 / 歌：山口佳子、杉並児童合唱団）

※ 主題歌、挿入歌の音盤はキングレコードの制作によるもの。オリジナル主題歌のレコードは、最初の1カ月に同社が独占販売したのち、各社に原版供与を行なった。また、劇伴音楽は、当時としては珍しくステレオ録音で制作されていた。第6話以降は『ウルトラQ』や『ウルトラマン』からの流用音楽が多用された。劇伴音楽の商品化は、1990年にコロムビアレコードから、宮内國郎による円谷作品4作の楽曲をまとめた混載盤CDが発売されたが、未収録曲も多数あった。1996年にはバップからほぼすべての楽曲を収録したサントラCDが発売された。これらの音盤はすべて廃盤となっていたが、2016年7月に日本コロムビアからサントラCD「トリプルファイター -MUSIC COLLECTION-」が新たにリリースされた。

## 放送リスト
| 話数 | サブタイトル                              | 登場デーモン怪人        | 放映日              | 脚本     | 監督     |
| ---- | ----------------------------------------- | ----------------------- | ------------------- | -------- | -------- |
| 1    | 行け！栄光のファイター                    | ダークマン              | 7月3日 -7月7日      | 若槻文三 | 安藤達己 |
| 2    | トリプル・ファイター脱出せよ！            | ゲラン                  | 7月10日 - 7月14日   | 藤川桂介 | 安藤達己 |
| 3    | 殺人マシンX14号                           | アパッシュ博士          | 7月17日 - 7月21日   | 若槻文三 | 鈴木俊継 |
| 4    | トリプル・ファイター危機一髪              | バララン                | 7月24日 - 7月28日   | 近藤正   | 鈴木俊継 |
| 5    | 催眠銃AZ作戦！                            | ブレイカー              | 7月31日 - 8月4日    | 藤川桂介 | 大塚莞爾 |
| 6    | 魔の9・8作戦をぶち砕け！                  | ブラックバロン          | 8月7日 - 8月11日    | 若槻文三 | 大塚莞爾 |
| 7    | SATに平和の日はない！                     | エレキラー              | 8月14日 - 8月18日   | 若槻文三 | 鈴木俊継 |
| 8    | たたかえ！オレンジ・ファイター            | テロル                  | 8月21日 - 8月25日   | 若槻文三 | 安藤達己 |
| 9    | グリーン・ファイター応答せよ!!            | クラッシュ              | 8月28日 - 9月1日    | 高際和雄 | 安藤達己 |
| 10   | 本部緊急指令！パリからの女                | ブラック・キラー        | 9月4日 - 9月8日     | 若槻文三 | 大塚莞爾 |
| 11   | 恐怖の細菌爆弾！                          | クモデラン              | 9月11日 - 9月15日   | 近藤正   | 大塚莞爾 |
| 12   | スリラー館の対決！                        | ゴーストン              | 9月18日 - 9月22日   | 若槻文三 | 安藤達己 |
| 13   | 孤独のケリー                              | ブラック・サンダー      | 9月25日 - 9月29日   | 高際和雄 | 安藤達己 |
| 14   | 極秘指令！ デーモンのスパイを消せ         | ブルー・コンドル        | 10月2日 - 10月6日   | 若槻文三 | 鈴木俊継 |
| 15   | 恐怖の目が死のウインクだ！                | ホラーアイ              | 10月9日 - 10月13日  | 若槻文三 | 鈴木俊継 |
| 16   | 日本列島襲撃作戦                          | バービーブー            | 10月16日 - 10月20日 | 若槻文三 | 大塚莞爾 |
| 17   | SAT基地爆破指令！                         | ジャガード              | 10月23日 - 10月27日 | 若槻文三 | 鈴木俊継 |
| 18   | 闇からの声を裂け!!                        | ブラッダー、 再生三怪人 | 10月30日 - 11月3日  | 高際和雄 | 大塚莞爾 |
| 19   | 津波大作戦5秒前！                         | ビーグル博士            | 11月6日 - 11月10日  | 若槻文三 | 安藤達己 |
| 20   | 行け！オレンジ・ファイター 心の眼を開いて | ミラージュ              | 11月13日 - 11月17日 | 中川節子 | 安藤達己 |
| 21   | 復讐の大たつまき！                        | テンパージョー          | 11月20日 - 11月24日 | 若槻文三 | 大塚莞爾 |
| 22   | 帰ってきたガス博士                        | ドラッガー              | 11月27日 - 12月1日  | 高際和雄 | 大塚莞爾 |
| 23   | 暗殺1001号作戦                            | ブラック・マスク        | 12月4日 - 12月8日   | 安藤豊弘 | 鈴木俊継 |
| 24   | 地獄の唄が聞える                          | サウンド・キラー        | 12月11日 - 12月15日 | 今村文人 | 安藤達己 |
| 25   | 平和の戦士S26号！                         | アゴール                | 12月18日 - 12月22日 | 若槻文三 | 鈴木俊継 |
| 26   | さようなら トリプルファイター             | ブラッド・パワー        | 12月25日 - 12月29日 | 若槻文三 | 安藤達己 |

## 放送局
- トリプルファイター
  - 東京放送（キー局）：月曜 - 金曜 17:30 - 17:40
  - 朝日放送：月曜 - 金曜 17:30 - 17:40
  - 北海道放送：月曜 - 金曜 17:30 - 17:40
  - 秋田放送：月曜 - 金曜 18：10 - 18:20（1975年に放送）[29]
  - 中部日本放送：月曜 - 金曜 17:05 - 17:15
  - 東北放送：月曜 - 金曜 10：20 - 10:30（1972年7月 - 8月） → 月曜 - 金曜 16：50 - 17:00（1972年9月 - 1973年2月） [30]
  - 福島テレビ：月曜 - 金曜 17：05 - 17:15[31]
  - 山陽放送
  - RKB毎日放送：月曜 - 金曜 17:30 - 17:40

- 戦え! トリプルファイター
  - 東京12チャンネル（キー局）：月曜 - 金曜 17:30 - 17:40
  - 名古屋テレビ：月曜 - 金曜 17:00 - 17:10
  - テレビ静岡

## ロケ地
- 伊豆シャボテン公園（第8、9話）
- 旧古河庭園（第19話・ビーグル博士の前線基地）

など

## 漫画版・ほか
講談社の刊行誌に独占掲載
- テレビマガジン - 新宅よしみつ（1972年8月号 - 1973年1月号）
- たのしい幼稚園 - 成田マキホ（1972年8月号 - 1973年3月号）※絵物語
- 別冊たのしい幼稚園 - 森藤よしひろ（1972年8月創刊号 - 1973年1月号）
- おともだち - 成田マキホ（1972年9月創刊号 - 1973年1月号）
- ディズニーランド - 成田マキホ（1972年11月号、12月号）※8 - 10月号は写真記事

## 映像ソフト化
- 1993年8月25日にLD-BOXが発売。
- 2007年2月14日に放送35周年を記念しDVD-BOXが発売。
- 単品のDVDは未発売。

## 備考
- 紅一点役としてアクションの関係から牧れいがオファーを受けていたが、歌手活動を優先するために実現しなかった[32][18]。牧は、本作品と同日放送開始の『緊急指令10-4・10-10』にレギュラー出演している。
- 2010年の映画『ウルトラマンゼロ THE MOVIE 超決戦!ベリアル銀河帝国』のムック本『てれびくんデラックス 愛蔵版 ウルトラマンゼロ THE MOVIE 超決戦!ベリアル銀河帝国 超全集』 (ISBN 4091051324) の巻頭綴じ込みポスターには、同映画のキャラクターデザイナーの後藤正行による描き下ろしのトリプルファイターが掲載されている[33]。